# Ancylotrypa pallidipes
Ancylotrypa pallidipes is een spinnensoort uit de familie Cyrtaucheniidae. De soort komt voor in Zuid-Afrika.